# Synagoga w Pruszkowie
Synagoga w Pruszkowie – synagoga, która została wzniesiona w XX w. i mieściła się przy ulicy Prusa.  
Była to niewielka, drewniana budowla. Na tej samej działce wzniesiono także mykwę. Zostały one wzniesione na gruncie należącym do Mordechaja Gutowicza, który był jednym z aktywniejszych działaczy środowiska żydowskiego w Pruszkowie. 
Synagoga została rozebrana przez ludność żydowską na wieść o tworzeniu getta w 1940 roku. W założeniu społeczności zajmującej się rozbiórką budynek miał zostać przeniesiony i złożony na nowo na terenie getta, które miało stać się nową dzielnicą żydowską. Plany nie doczekały się realizacji z uwagi na deportację mieszkańców getta pruszkowskiego do getta warszawskiego w 1941 roku. Po wojnie nie została odbudowana, zachowane zostały fragmenty posadzki mykwy mieszczące się w podwórzu między budynkami Bolesława Prusa 38 i 40.
W 2023 roku na zlecenie Wojewódzkiego Urzędu Ochrony Zabytków w Warszawie rozpoczęto prace archeologiczne w miejscu po synagodze i mykwie stanowiące przygotowanie do objęcia obiektu ochroną konserwatorską. Jako cel badań wskazano wyznaczenie dokładnego położenia zachowanych reliktów i ocena ich stanu zachowania. Kierownikiem prac jest Wiesław Małkowski. 